# Provincie Kitami
Provincie Kitami (japonsky: 北見国; Kitami no kuni) byla krátce existující japonská provincie ležící na ostrově Hokkaidó. Na jejím území se dnes rozkládají podprefektury Sója a Abaširi bez části okresu Abaširi.
Provincie vznikla 15. srpna 1869 a skládala se z 8 okresů. V roce 1872 při sčítání lidu činila populace provincie 1 511 osob. V roce 1882 byly provincie na ostrově Hokkaidó zrušeny.

## Okresy
- Abaširi (網走郡)
- Esaši (枝幸郡)
- Monbecu (紋別郡)
- Rebun (礼文郡)
- Riširi (利尻郡)
- Sója (宗谷郡)
- Šari (斜里郡)
- Tokoro (常呂郡)